# Rosario Castellanos
Rosario Castellanos (ur. 25 maja 1925 w Ciudad de México, zm. 7 sierpnia 1974) – meksykańska poetka.
Pełniła także szereg funkcji w dyplomacji, była m.in. ambasadorem Meksyku w Izraelu (gdzie zginęła).